# Luz Argelia Paniagua
Luz Argelia Paniagua Figueroa (Mexicali, Baja California; 28 de febrero de 1955) es una política mexicana, afiliada al Partido Acción Nacional desde 1974. Entre los cargos que ha ocupado se encuentran el de diputada local en la XVII Legislatura del Congreso del Estado de Baja California, diputada federal de la LXII legislatura; integrante de la Comisión de Educación. Candidata a diputada federal del distrito 02 por Baja California en 2015.

## Formación académica
Se graduó como licenciada en Educación por la Universidad Pedagógica Nacional en 1995, ocho años después cursó el Diplomado “Género y Políticas Públicas 2003”, organizado por el Instituto Nacional de las Mujeres.

## Carrera profesional y en el servicio público
Luz Argelia ha ocupado diversos cargos administrativos tanto en el ámbito privado como en el público. 
En el servicio público se ha desempeñado como directora de desarrollo social del Ayuntamiento de Mexicali de Mexicali; Diputada local presidenta de la Comisión de Educación, Cultura, Ciencia y Tecnología; Diputada federal de la LXII legislatura en el año 2000; integrante de la Comisión de Educación; Subsecretaria de Educación Básica en el Gobierno del Estado de Baja California del 2006 al 2007.
Fue directora general de capacitación de la subsecretaría de inclusión laboral de la STPS.

## Trayectoria en el PAN
Ha sido miembro activo del Partido Acción Nacional desde 1974, con cargos como consejera estatal (1997-2000, 2000-2003, 2004-2006). Secretaria de promoción política de la mujer en el Comité Directivo Municipal en Mexicali.

## Reconocimientos y otros cargos
Es integrante desde 1990 a la fecha del grupo de Mujeres libres en favor de la Democracia. Fue Vocal en el C.N.A.P. del SNTE (Comité Nacional de Acción Política) del año 2000 a 2003.
Acreedora al Reconocimiento Nacional Josefa Ortiz de Domínguez en el año 2003, a la Trayectoria política de las Mujeres, otorgado por el Instituto Nacional de las Mujeres.